# Maniac World Tour
Tournées par Stray Kids
Unlock: Go Live In Life
(2020) 5-STAR Dome Tour
(2023)
Le Maniac World Tour, officiellement Stray Kids 2nd World Tour "Maniac", est la seconde tournée de concerts du boys band sud-coréen Stray Kids. Elle a commencé du 29 avril 2022 au 2 Avril 2023 à Séoul, en Corée du Sud, et s'est rendu dans plusieurs villes du Japon, des États-Unis et de l'Asie-Pacifique.

## Annonce
Le 7 mars 2022, Stray Kids annonce sur ses réseaux sociaux une nouvelle tournée mondiale nommée "Maniac", en référence à la chanson titre de leur album Oddinary. Une première partie de quinze dates est alors révélée. La tournée prévoit de débuter à Séoul le 30 avril 2022, suivi par quatre dates au Japon, puis par sept dates aux États-Unis, pour ensuite retourner au Japon les 26 et 27 juillet. 
Il s'agit ici de la seconde tournée mondiale du groupe, plus de deux ans après le "District 9: Unlock" Word Tour qui avait débuté en novembre 2019, mais qui a vu un bon nombre de ses dates annulées dû à la pandémie de Covid-19.
Le 4 juillet 2022, l'agence de Stray Kids annonce repousser les concerts d'Atlanta et Fort Worth, prévus respectivement les 3 et 6 juillet 2022, après que les membres Lee Know, Felix et I.N ont été testé positif à la Covid-19.
Le 5 août 2022, Stray Kids annonce de nouvelles dates supplémentaires au KSPO Dome, à Séoul, pour les 17 et 18 septembre 2022. Lors de ces dates, le groupe présentera pour la première fois les chansons 3Racha, Taste, Can't Stop, et la version coréenne de Circus, tous tirés de leur album Maxident.
Le 29 septembre 2022, Stray Kids annonce sur ses réseaux sociaux une nouvelle série de dates en Asie du Sud-Est et en Australie, mais aussi de nouvelles dates à Atlanta et Fort Worth qui correspond aux dates repoussées précédemment. 
Le 4 novembre 2022, Stray Kids annonce les dernières dates additionnelles du "Maniac World Tour", constitué de quatre dates à Tokyo et Osaka au Japon en février 2023, mais également de deux dates au Bank of California Stadium de Los Angeles, faisant de Stray Kids le second groupe masculin de K-pop après BTS à se produire dans un stade américain pouvant accueillir plus de 20 000 personnes.

## Dates de la tournée
| Date(s)                     | Pays         | Ville       | Lieu                             | Audience          |
| Asie                        | Asie         | Asie        | Asie                             | Asie              |
| --------------------------- | ------------ | ----------- | -------------------------------- | ----------------- |
| 29–30 avril et 1er mai 2022 | Corée du Sud | Séoul       | Jamsil Indoor Stadium            | 15 000            |
| 11–12 juin 2022             | Japon        | Kobe        | World Memorial Hall              | 12 000            |
| 18–19 juin 2022             | Japon        | Tokyo       | Gymnase olympique de Yoyogi      | 21 000            |
| Amérique du Nord            |              |             |                                  |                   |
| 28–29 juin 2022             | États-Unis   | Newark      | Prudential Center                | 24 000            |
| 1er juillet 2022            | États-Unis   | Chicago     | United Center                    | 12 000            |
| 9–10 juillet 2022           | États-Unis   | Inglewood   | Kia Forum                        | 25 000            |
| 12 juillet 2022             | États-Unis   | Oakland     | Oakland Arena                    | 12 000            |
| 14–15 juillet 2022          | États-Unis   | Seattle     | Climate Pledge Arena             | 23 000            |
| 19–20 juillet 2022          | États-Unis   | Anaheim     | Honda Center                     | 20 000            |
| Asie                        |              |             |                                  |                   |
| 26–27 juillet 2022          | Japon        | Tokyo       | Gymnase olympique de Yoyogi      | 21 000            |
| 17–18 septembre 2022        | Corée du Sud | Séoul       | KSPO Dome                        | 20 000            |
| 12–13 novembre 2022         | Indonésie    | Jakarta     | Beach City International Stadium | 15 000            |
| 2–3 février 2023            | Thaïlande    | Bangkok     | Impact Arena                     | 20 000            |
| 5 février 2023              | Singapour    | Singapour   | Singapore Indoor Stadium         | 8 800             |
| 11–12 février 2023          | Japon        | Tokyo       | Saitama Super Arena              | 56 000            |
| Océanie                     |              |             |                                  |                   |
| 17–18 février 2023          | Australie    | Melbourne   | Rod Laver Arena                  | 23 000            |
| 21–22 février 2023          | Australie    | Sydney      | Qudos Bank Arena                 | 23 000            |
| Asie                        |              |             |                                  |                   |
| 25–26 février 2023          | Japon        | Osaka       | Kyocera Dome                     | 79 000            |
| 11–12 mars 2023             | Philippines  | Manille     | SM Mall of Asia Arena            | 17 000            |
| Amérique du Nord            |              |             |                                  |                   |
| 22–23 mars 2023             | États-Unis   | Atlanta     | State Farm Arena                 | 23 000            |
| 26–27 mars 2023             | États-Unis   | Fort Worth  | Dickies Arena                    | 22 000            |
| 31 mars et 2 avril 2023     | États-Unis   | Los Angeles | Bank of California Stadium       | 45 000            |
| Total                       | Total        | Total       | Total                            | 546 000 (98,78 %) |

### Audience par région
| Région                  | Nombre de dates | Audience | Revenu       |
| ----------------------- | --------------- | -------- | ------------ |
| Asie du Sud et de l'Est | 22              | 290 458  | 30 661 882 $ |
| Amérique du Nord        | 16              | 208 903  | 26 721 220 $ |
| Océanie                 | 4               | 47 034   | 5 408 085 $  |
| Total                   | 42              | 546 395  | 62 791 187 $ |

### Traductions
- (en) Cet article est partiellement ou en totalité issu de l’article de Wikipédia en anglais intitulé « Maniac World Tour » (voir la liste des auteurs).